# Alberto Calvo
Alberto Calvo Escobar, que firma como Calvo o Kalvo, es un animador, historietista y pintor español, nacido en 1965.

## Biografía
Tras foguearse en el cómic underground, inició en 1985 y para el Diario Vasco su serie Supermaño, que continuó a partir de 1988 en la revista "El Víbora". Para la revista "Makoki" (que dirigió en su segunda época), creó las series Paquito Isoflauto (1989), Pepe Persona (1989), Feim (1990) y El Padre Damián (1991).
El 10 de mayo de 2000 y junto a Faemino y Cansado, fundó la revista digital lamandibula.com, dentro del ya desaparecido portal canal21.com, con personajes como Opacman, las aventuras y desventuras del superhombre que no deja pasar la luz a través de su cuerpo, que fueron pioneras de la animación en Flash en España. Se creó al abrigo del boom de internet de finales de los noventa.
Convertido en colaborador de El Heraldo de Aragón, realizó ilustración publicitaria para la "Fundación Ecología y Desarrollo". También ha expuesto sus pinturas en la Plaza de toros de Zaragoza (2009) y en la galería Cristina Marín (2010). Este último año se escenificó una adaptación de Supermaño al guiñol en el marco de las jornadas "Aragón, tierra de tebeos".

## Obra
- 1984 Los Atletas (en "Heraldo del Lunes")
- 1988 Supermaño (en "El Víbora")
- 1989 Paquito Isoflauto (en "Makoki")
- 1989 Pepe Persona (en "Makoki")
- 1990 Feim (en "Makoki")
- 1991 El Padre Damián (en "Makoki").[1]